# Església de Santa Maria in Via
L'església de Santa Maria in Via és un lloc de culte catòlic de Roma, al barri de Trevi, a la cantonada entre la via del Tritone i el carrer que pren el nom de l'església, via di Santa Maria in Via. Antiga parròquia de la diòcesi de Roma, suprimida el 18 d'octubre de 2020.

## L'església

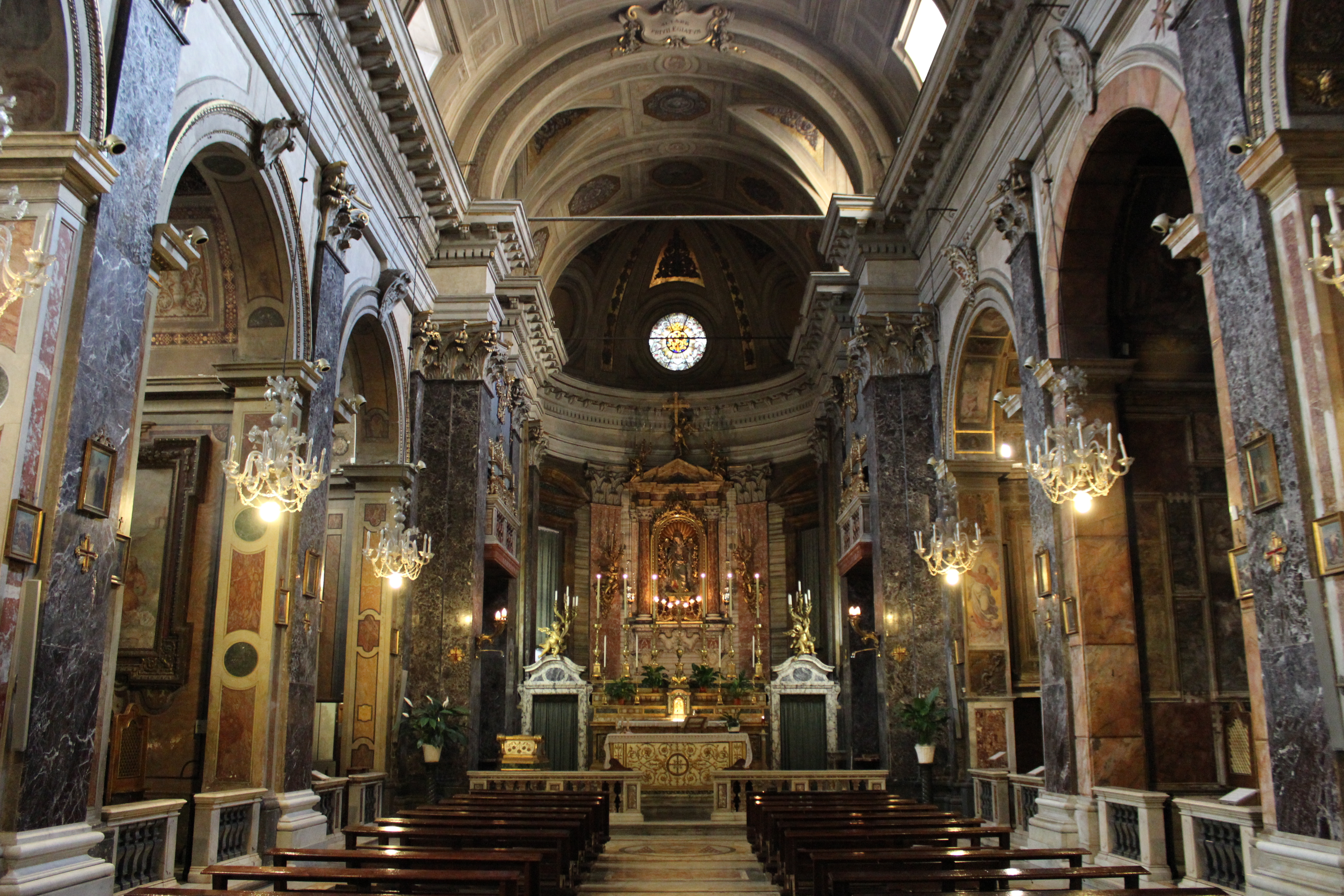
Interior

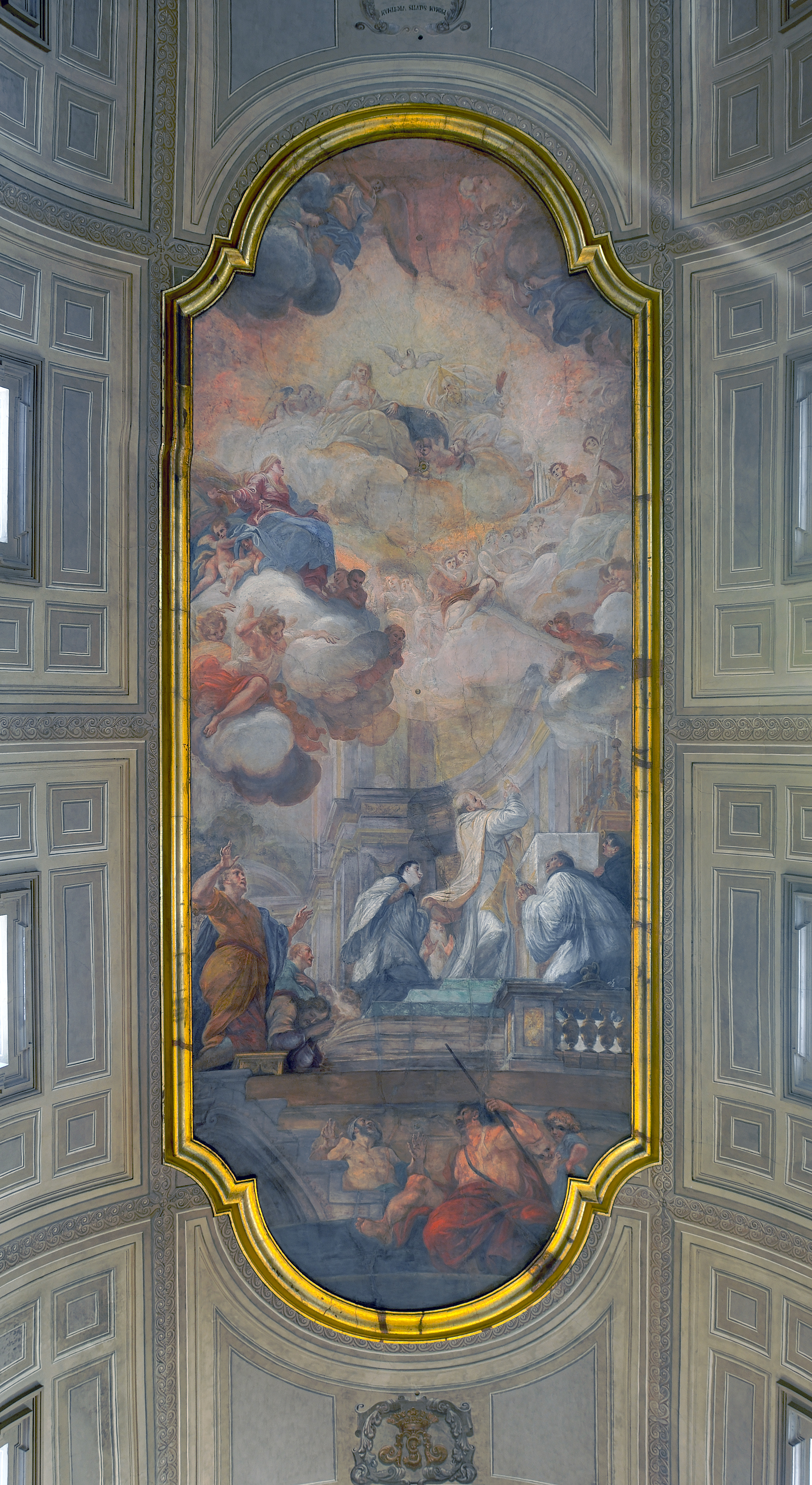
La volta de Piastrini..

Es troba darrere de la Galleria Alberto Sordi, prop de la Fontana de Trevi. Les hipòtesis sobre el nom són diferents: o bé es fa referència a la Via Flaminia, que actualment porta el nom de Via del Corso, o més probablement, a una deformació de Vinea (vinya) com atestiguen documents antics. S'esmenta en documents de l'any 955.
En ella hi ha la capella del Pou, creada durant el pontificat del papa Alexandre IV per allotjar la imatge de la Mare de Déu trobada en un pou, segons la tradició, l'any 1256 pel cardenal Pietro Capocci.
El 1491 sota el pontificat del papa Innocenci VIII Cybo fou reconstruït i poc després (1513) fou confiat als pares Serviti per Lleó Medici. El 1551 Juli III la va assignar al seu nebot Fulvio Giulio della Corgna, que havia estat creat cardenal. L'any 1594 va ser totalment reconstruïda, a partir d'un projecte de Giacomo della Porta, de Francesco Capriani da Volterra. La façana, iniciada per aquest últim, va ser completada per Carlo Rainaldi.
L'any 1897, a causa de les obres d'obertura de la nova via del Tritone, va sofrir modificacions al costat nord.
La façana està en dos ordres.
També serveix com a església nacional per a la comunitat equatoriana de Roma
Carlo Lambardi està enterrat a l'església de S. Maria in Via, a Roma, en els treballs de restauració de la qual va participar intensament. El seu enterrament es va publicar recentment per primera vegada.
cciata è su due ordini.

## Interior
L'interior és d'una sola nau amb capelles laterals. La volta amb la Primera Missa de Sant Felip Benizi va ser realitzada el 1723-24 per Gian Domenico Piastrini.
La 1a capella de la dreta conté la imatge de la Mare de Déu sobre una rajola. La capella Aldobrandini, la 3a a la dreta, alberga una Anunciació i dues pintures del Cavalier d'Arpino.
L'orgue de tubs Tamburini opus 132, construït l'any 1930, està situat en dues parades del cor a banda i banda de l'altar major; amb transmissió electrònica, compta amb 27 registres per un total de 1 652 varetes . La consola, situada a terra a l'absis, té dos teclats i una pedalera.

## La llegenda de la "Lourdes" de Roma
Som l'any 1256 i aquí, en lloc de l'església, hi havia una senzilla quadra annexa al palau d'un cardenal i, prop de l'estable, un pou molt normal per treure aigua. Era una nit de setembre, i es diu que un criat del cardenal, voluntàriament o per error, va deixar caure al pou una imatge de la Mare de Déu, pintada sobre una pesada rajola de terracota. Van passar uns segons d'aquest fet i va passar l'increïble: el nivell de l'aigua va començar a pujar sobtadament i ràpidament des del pou, fins que va començar a desbordar copiosament. La sortida d'aigua es va abocar cap a l'estable i en molt poc temps aquell entorn va començar a inundar-se. Els cavalls van començar a ninir i a estampar, despertant així els fadrins que, encara que meravellats per l'estrany fenomen, es van afanyar a portar els animals a un lloc segur. Poc després van començar a intentar crear canals de drenatge a l'interior de l'estable, que mentrestant ja s'havia convertit en una mena de petit estany. Durant aquesta operació va passar que un dels homes va notar un fet "anòmal": una pedra flotava sobre l'aigua. Es va apropar per mirar millor: era la pesada rajola amb la imatge de la Mare de Déu que acabava de llançar al fons del pou! Va ser aleshores quan van entendre el "per què" de tota aquella aigua: en fer-ho el pou havia "regurgitat" la llosa amb la imatge de la Mare de Déu, com si digués "no s'ha de ficar aquí"! Durant aquesta operació va passar que un dels homes va notar un fet "anòmal": una pedra flotava sobre l'aigua. Es va apropar per mirar millor: era la pesada rajola amb la imatge de la Mare de Déu que acabava de llançar al fons del pou! Va ser aleshores quan van entendre el "per què" de tota aquella aigua: en fer-ho el pou havia "regurgitat" la llosa amb la imatge de la Mare de Déu, com si digués "no s'ha de ficar aquí"! Durant aquesta operació va passar que un dels homes va notar un fet "anòmal": una pedra flotava sobre l'aigua. Es va apropar per mirar millor: era la pesada rajola amb la imatge de la Mare de Déu que acabava de llançar al fons del pou! Va ser aleshores quan van entendre el "per què" de tota aquella aigua: en fer-ho el pou havia "regurgitat" la llosa amb la imatge de la Mare de Déu, com si digués "no s'ha de ficar aquí"!
El darrer fenomen, no menys increïble que els anteriors, la rajola els va relliscar de les mans com un peix, així que tots els seus intents de treure-la de l'aigua van fracassar. N'hi havia prou: van decidir despertar el cardenal Pietro Capocci, el propietari de l'estable. El cardenal es va precipitar al lloc amb la seva família i, després d'una breu pregària, va aconseguir recuperar la rajola amb el quadre, i tan bon punt va passar, les aigües del pou van començar a retirar-se espontàniament. L'endemà el cardenal va anar a veure el papa Alexandre IV, per explicar-li l'increïble fenomen. Després de les comprovacions oportunes, l'esdeveniment va ser reconegut com a sobrenatural, i es va decidir construir (o potser reconstruir) l'església actual al voltant del pou miraculós, i venerar la imatge ressorgida a l'interior.
Encara avui, després d'entrar a l'església, immediatament a la dreta, hi ha una capella amb un altar. Aquí s'exposa l'efígie de la Mare de Déu que surava i, immediatament a sota, hi ha una mena d'aixeta, que permet als fidels que la demanen beure aigua de l'antic pou, ja que aquesta aigua sembla haver afavorit molts miracles.

## El títol cardenalici
Santa Maria in Via (llatí: Titulus Sanctae Mariae in Via) és un títol cardenalici instituït pel papa Juli III el 4 de desembre de 1551.

### Titulars
- Fulvio Giulio della Corgna, O.S.Io.Hier. (4 de desembre de 1551 - 29 de maig de 1555 nomenat cardenal prevere de San Bartolomeo all'Isola)
- Giacomo Puteo (o Puteus, o Jaume Pou i Berard, o Pozzo, o Jacques Dupuy) (29 de maig de 1555 - 26 d'abril de 1563 mort)
- Alessandro Sforza (15 de maig de 1565 - 16 de maig de 1581 mort)
  - Títol vacant(1581 - 1585)
- Vincenzo Laureo (o Lauro) (20 de maig de 1585 - 2 de març de 1589 nomenat cardenal prevere de San Clemente)
- Giovanni Francesco Morosini (28 de març de 1590 - 10 de gener de 1596 mort)
- Silvio Savelli (21 de juny de 1596 - 22 de gener de 1599 mort)
- Roberto Bellarmino, S.I. (17 de març de 1599 - 1 de juny de 1605 nomenat cardenal prevere de San Matteo in Merulana)
  - Títol vacant (1605 - 1621)
- Stefano Pignatelli (3 de març de 1621 - 12 d'agost de 1623 mort)
  - Títol vacant(1623 - 1630)
- Gil Carrillo de Albornoz (12 d'agost de 1630 - 14 de desembre de 1643 nomenat cardenal prevere de San Pietro in Montorio)
- Francesco Angelo Rapaccioli (14 de desembre de 1643 - 21 de novembre de 1650 nomenat cardenal prevere de Santa Cecilia)
  - Títol vacant(1650 - 1653)
- Carlo Rossetti (18 d'agost de 1653 - 9 de març de 1654 nomenat cardenal prevere de San Silvestro in Capite)
- Francesco Albizzi (23 de març de 1654 - 24 d'agost de 1671 nomenat cardenal prevere dei Santi Quattro Coronati)
- César d'Estrées (8 d'agost de 1672 - 28 de gener de 1675 nomenat cardenal prevere della Santissima Trinità al Monte Pincio)
- Carlo Carafa (27 de maig de 1675 - 19 d'octubre de 1680 mort)
  - Títol vacant(1680 - 1689)
- Francesco Maidalchini (19 d'octubre de 1689 - 23 de juliol de 1691 nomenat cardenal prevere de Santa Prassede)
  - Títol vacant(1691 - 1696)
- Giacomo Boncompagni (2 de gener de 1696 - 12 de juny de 1724 nomenat cardenal bisbe d'Albano)
- Melchior de Polignac (20 de novembre de 1724 - 19 de desembre de 1725 nomenat cardenal prevere de Santa Maria degli Angeli)
  - Títol vacant(1725 - 1728)
- Francesco Antonio Finy (8 de març de 1728 - 6 de juliol de 1729 nomenat cardenal prevere de San Sisto)
- Carlo Vincenzo Maria Ferreri Thaon, O.P. (23 de desembre de 1729 - 9 de desembre de 1742 mort)
- Giuseppe Pozzobonelli (23 de setembre de 1743 - 2 d'agost de 1758 nomenat cardenal prevere de Santa Maria sopra Minerva)
- Pietro Francesco Bussi (19 de novembre de 1759 - 10 de setembre de 1765 mort)
  - Títol vacant(1765 - 1767)
- Antonio Branciforte Colonna (6 d'abril de 1767 - 31 de juliol de 1786 mort)
  - Títol vacant(1786 - 1801)
- Girolamo della Porta (20 de juliol de 1801 - 20 de setembre de 1802 nomenat cardenal prevere de San Pietro in Vincoli)
- Michele de Pietro (20 de setembre de 1802 - 8 de març de 1816 nomenat cardenal bisbe d'Albano)
- Giorgio Doria Pamphilj Landi (23 de setembre de 1816 - 16 de març de 1818 nomenat cardenal prevere de Santa Cecilia)
  - Títol vacant(1818 - 1823)
- Carlo Maria Pedicini (16 de maig de 1823 - 15 de desembre de 1828 nomenat cardenal prevere de Santa Maria della Pace)
  - Títol vacant(1828 - 1837)
- Luigi Amat de San Filippo e Sorso (2 d'octubre de 1837 - 15 de març de 1852 nomenat cardenal bisbe de Palestrina)
- François-Auguste-Ferdinand Donnet (27 de juny de 1853 - 22 de desembre de 1882 mort)
  - Títol vacant(1882 - 1889)
- François-Marie-Benjamin Richard (30 de desembre de 1889 - 28 de gener de 1908 mort)
  - Títol vacant(1908 - 1911)
- Agostino Richelmy (27 de novembre de 1911 - 10 d'agost de 1923 mort)
- Patrick Joseph Hayes (27 de març de 1924 - 4 de setembre de 1938 mort)
  - Títol vacant(1938 - 1946)
- Thomas Tien Ken-sin, S.V.D. (22 de febrer de 1946 - 24 de juliol de 1967 mort)
  - Títol vacant(1967 - 1973)
- Paul Yoshigoro Taguchi (5 de març de 1973 - 23 de febrer de 1978 mort)
- Joseph-Marie Trinh van-Can (30 de juny de 1979 - 18 de maig de 1990 mort)
- Egano Righi-Lambertini (26 de novembre de 1990 - 4 d'octubre de 2000 mort)
- Antonio José González Zumárraga (21 de febrer de 2001 - 13 d'octubre de 2008 mort)
- Raúl Eduardo Vela Chiriboga (20 de novembre de 2010 - 15 de novembre de 2020 mort)
- Filipe Neri António Sebastião do Rosário Ferrão, dal 27 d'agost de 2022